# The Flowerpot Men
The Flowerpot Men foi uma banda britânica de música eletrônica, que teve seu auge na década de 1980. A banda era composta pelo compositor de música eletrônica Ben Watkins (da banda Juno Reactor), Paul N. Davies (da banda Naked Lunch), e pelo violoncelista Adam Peters.

## Produções
Juntos, eles gravaram EPs como Alligator Bait, Jo's So Mean To Josephine e The Janice Long Session. O EP Jo's So Mean To Josephine foi produzido por Steven Severin, o cofundador da banda Siouxsie and the Banshees', que a descreveu como "um clássico do estilo prototechno". A música mais conhecida e de maior sucesso da banda, foi "Beat City", que marcou presença no filme Curtindo a Vida Adoidado, em 1986.
Antes de fazer parte de The Flowerpot Men, Adam Peters compôs trechos de violoncelo e piano em algumas faixas da banda Echo & the Bunnymen, incluindo "Never Stop" e " The Killing Moon ".
Mais tarde, a banda ficou conhecida como Sunsonic e lançou o LP completo Melting Down on Motor Angel em 1990.

## Pós Flowerpot Men
Depois de deixar Sunsonic, Ben Watkins formou a banda Juno Reactor, um projeto multifacetado, que lançou sete álbuns, compôs trilhas instrumentais para filmes de Hollywood e participou em turnês de diversas bandas.
Adam Peters tornou-se compositor de filmes, documentários e programas de televisão.

## Discografia
- Jo's So Mean To Josephine (1984), Compost Records
- "Walk on Gilded Splinters" (1985), Compost Records
- Alligator Bait EP (1987), Compost Records
- The Janice Long Session (1987), Strange Fruit
- "Watching the Pharoahs" (1987), Link